# برگیتا آندرسون
برگیتا آندرسون (انگلیسی: Birgitta Andersson؛ زادهٔ ۲۰ آوریل ۱۹۳۳) هنرپیشه، کمدین اهل سوئد است.
از فیلم‌های او می‌توان به بزرگترین سرقت دارودسته ینسون و جای نگرانی نیست اشاره کرد.